# Đại học Quản lý Du lịch và Khách sạn ở Gdańsk

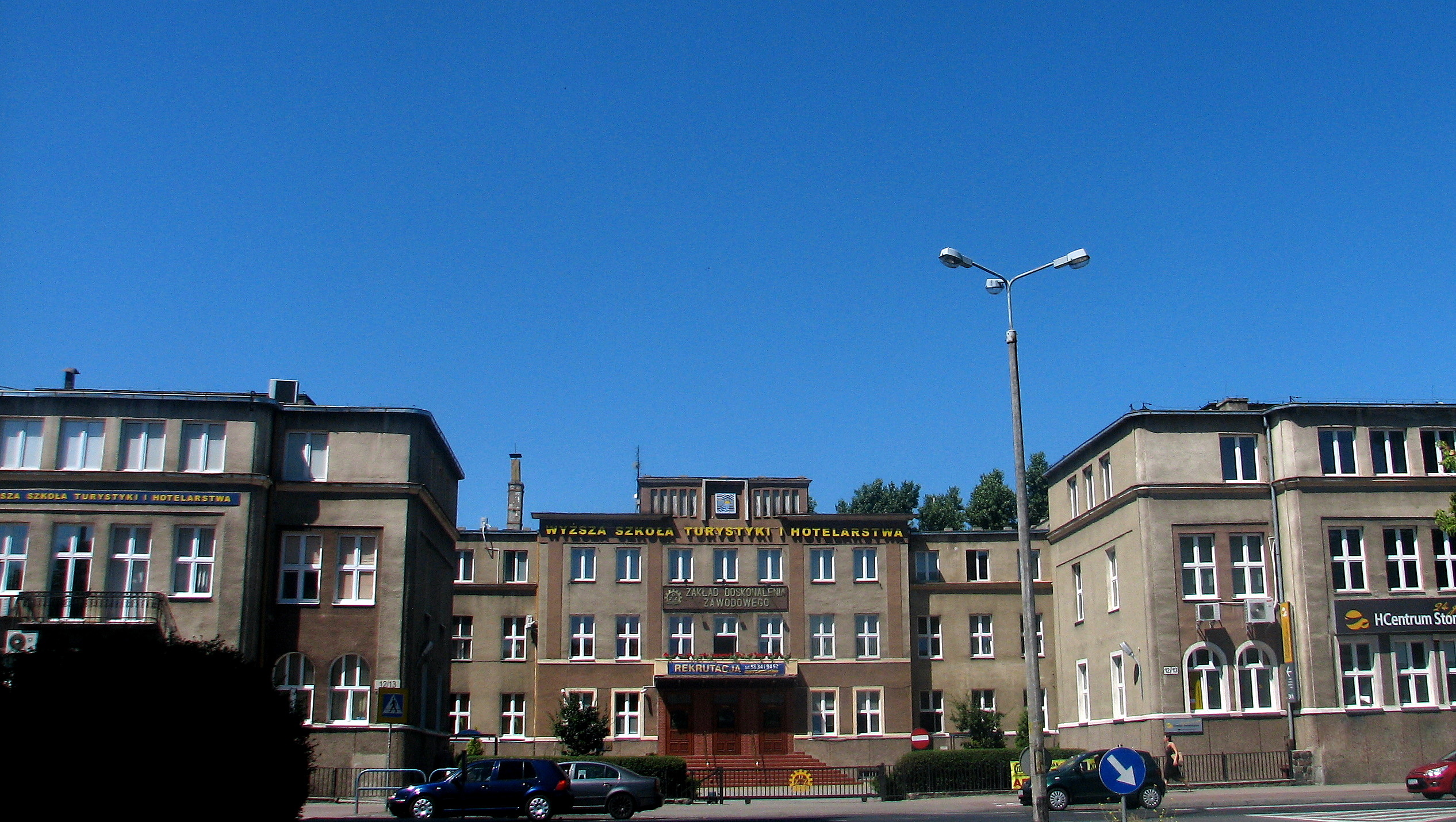
Trường Đại học Quản lý Du lịch và Khách sạn ở Gdańsk (Website: https://wstih.pl/)

Đại học Quản lý Du lịch và Khách sạn ở Gdańsk là một trường Đại học ngoài công lập, được thành lập năm 1996, có trụ sở tại số 13/12, đường Miszewskiego, thành phố Gdańsk, Ba Lan.

## Lịch sử của trường
Trường Đại học Quản lý Du lịch và Khách sạn là trường tư thục, được thành lập bởi công ty trách nhiệm hữu hạn "Uczelnię" vào năm 1996 theo Quyết định của Bộ trưởng Bộ Khoa học và Giáo dục Ba Lan. Trường được nhập vào sổ đăng ký các trường Đại học ngoài công lập với số thứ tự 88. Ngày 22 tháng 9 năm 2010, trường đã được Bộ trưởng Bộ khoa học và Giáo dục Ba Lan ký Quyết định số MNiSW-DNS-WUN-6013-10261-2/KT/10, WSTiH về việc gia hạn hiệu lực của giấy phép hoạt động của nhà trường là vô thời hạn.

## Đào tạo
Trường Đại học Quản lý Du lịch và Khách sạn được phép đào tạo Cử nhân và Thạc sĩ trong lĩnh vực Du lịch và Giải trí. Ngoài ra, Trường cũng có giấy phép trong việc đào tạo các khóa học chuyên sâu khác như Huấn luyện viên lối sống lành mạnh, Chế độ dinh dưỡng cho các bữa ăn, Quản lí trong ngành Khách sạn và Dịch vụ ăn uống, Quản lí sự kiện, Người phục vụ chuyên nghiệp.

## Bộ phận quản lí[4]
- Hiệu trưởng: Giáo sư, Tiến sĩ Maria Chomka
- Chủ tịch Hội đồng quản trị: Giá sư, Tiến sĩ khoa học Wojciech Rybowski
- Trưởng khoa chất lượng giáo dục: Tiến sĩ Danuta Łapacz
- Trưởng phòng công tác sinh viên: Tiến sĩ Radosław Kożuszek

## Lịch sử các Hiệu trưởng của Nhà trường[4]
1. Giáo sư, Tiến sĩ khoa học Władysław Gaworecki (1996–2017)
2. Tiến sĩ Mariola Łuczak (2017–2019)
3. Giáo sư, Tiến sĩ Maria Chomka (2019–nay)

## Chuyên ngành đào tạo
- Hệ đại học[5]

1. Quản lí ẩm thực và chuyên gia dinh dưỡng
2. Quản lí khách sạn và kinh doanh du lịch Quốc tế
3. Quản lí du lịch và giải trí
4. Truyền thông

- Hệ thạc sĩ[6]

1. Quản lí du lịch
2. Quản lí sự kiện
3. Quản lí thể thao
4. Huấn luyện sức khỏe